# Zahara (cantautora)
Bulelwa Mkutukana (East London, 9 de noviembre de 1987-Johannesburgo, 11 de diciembre de 2023) más conocida como Zahara fue una cantante sudafricana. Su música se clasificó libremente como "Afro-soul" y cantó en xhosa, su lengua materna, así como en inglés. Ha sido bien recibida desde que se lanzó su álbum debut, Loliwe, en 2011. El 1 de mayo de 2012, en la ceremonia de los South African Music Awards, ganó ocho premios, incluidos Mejor Artista Femenina y Álbum del Año. Cantaba tanto en xhosa como en inglés.

## Biografía
Zahara nació como Bulelwa Mkutukana en el campamento de Phumlani, cerca de East London en Eastern Cape, Sudáfrica, donde vivió con sus padres, Nokhaya y Mlamli Mkutukana. Era la sexta de siete hermanos y se interesó por el canto desde pequeña. Su nombre artístico significa «flor floreciente».
Su álbum debut, Loliwe, fue lanzado en 2011, producido por Robbie Malinga. La primera edición se agotó en 72 horas y 19 días después el álbum alcanzó el doble platino en Sudáfrica, superando las 100.000 ventas. Esto la convierte en la segunda músico xhosa en alcanzar este número en un tiempo récord, después de Brenda Fassie. Lanzó su primer DVD en vivo con LeRoy Bell, su competidor en The X Factor. Este DVD obtuvo platino (según los estándares establecidos por la industria musical sudafricana) en un día.
El 1 de mayo de 2012, en los South African Music Awards, ganó ocho premios, incluidos Mejor Artista Femenina y Álbum del Año. Ese mismo año, también recibió los premios Kora. Se convirtió en embajadora del Hospital Infantil Nelson Mandela.
El álbum Phendula fue lanzado por TS Records el 13 de septiembre de 2013. La producción del álbum estuvo a cargo principalmente de Robbie Malinga, nuevamente, y Mojalefa Thebe. Destaca entre los artistas invitados a Ladysmith Black Mambazo, y entre los títulos más sonados «Phendula» e «Impilo».

## Fallecimiento
Zahara falleció el 11 de diciembre de 2023 a causa de complicaciones de una enfermedad hepática relacionada con su adicción con el alcohol que padecía desde el año 2019. La familia de la intérprete de Loliwe ya había revelado que la cantante enfrentaba problemas serios de salud, anunciando que se encontraba hospitalizada y en estado crítico por haber desarrollado estado de coma.

## Discografía
- Loliwe (2011)
- The Beginning Live (2012)
- Phendula (2013)
- Country Girl (2015)
- Mgodi (2017)
- Nqaba Yam (2021)